# Rekhmire
Rekhmire fou djati (visir), alcalde de Tebes i alt dignatari de la cort egípcia de Tuthmosis III.
El seu avi fou Amenmose, i el seu pare (que també fou visir) Neferweben. A la seva tomba a Tebes (TT100), ricament decorada, s'esmenta a la seva dona Meryt, i als fills Menkeperreseneb, Amenhotep, Senusert, Mery, Neferweben i possiblement Baki.
| «           | He administrat justicia d'una manera equànime, tant al pobre com al ric. He protegit el feble en contra del fort. M'he oposat a la violència de l'home de mal geni. He reprimit l'home insaciable al seu temps oportú. He eliminat el mal moment de l'home que tenia el cor ple de còlera. He eixugat les llàgrimes transformant-les en consol. He defensat les vídues, atès que no tenien marit. He restablert el fil com a hereu al lloc del seu pare. He donat pa al famolenc; aigua, al qui tenia set; aliment, ungüents i robes, al qui no en tenia. He assistit l'ancià donant-li el meu propi bastó, fent que l'anciana exclami: "Quina acció més bona!" He odiat la iniquitat, i no l'he practicada. He fet penjar cap per avall els propagadors de mentires. He tingut la veu justa davant déu. Cap savi no ha dit mai de mi: "¿Que ha fet aquest?" Fins i tot quan jutjava afers molt complicats, he aconseguit que les dues parts marxessin en pau. No he pervertit la justicia per un suborn. No tenia l'oïda sorda per a aquell qui tenia la mà buida. En canvi, mai no he acceptat de ningú un regal de corrupció. | » |
| — Rekhmire, | |   |